# Ugolino di Nerio

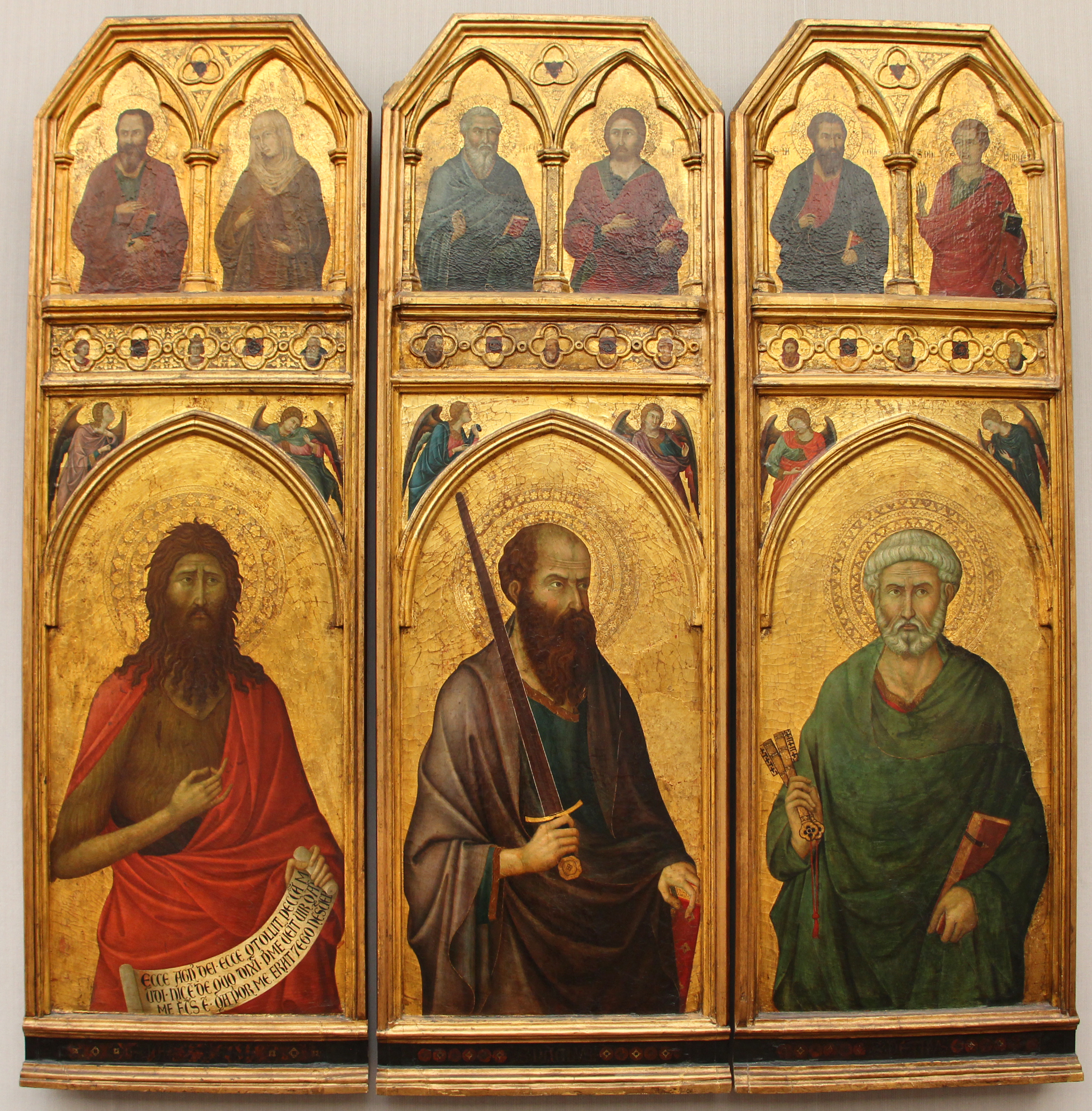
Teile des Altarbildes von Santa Croce, Gemäldegalerie Berlin

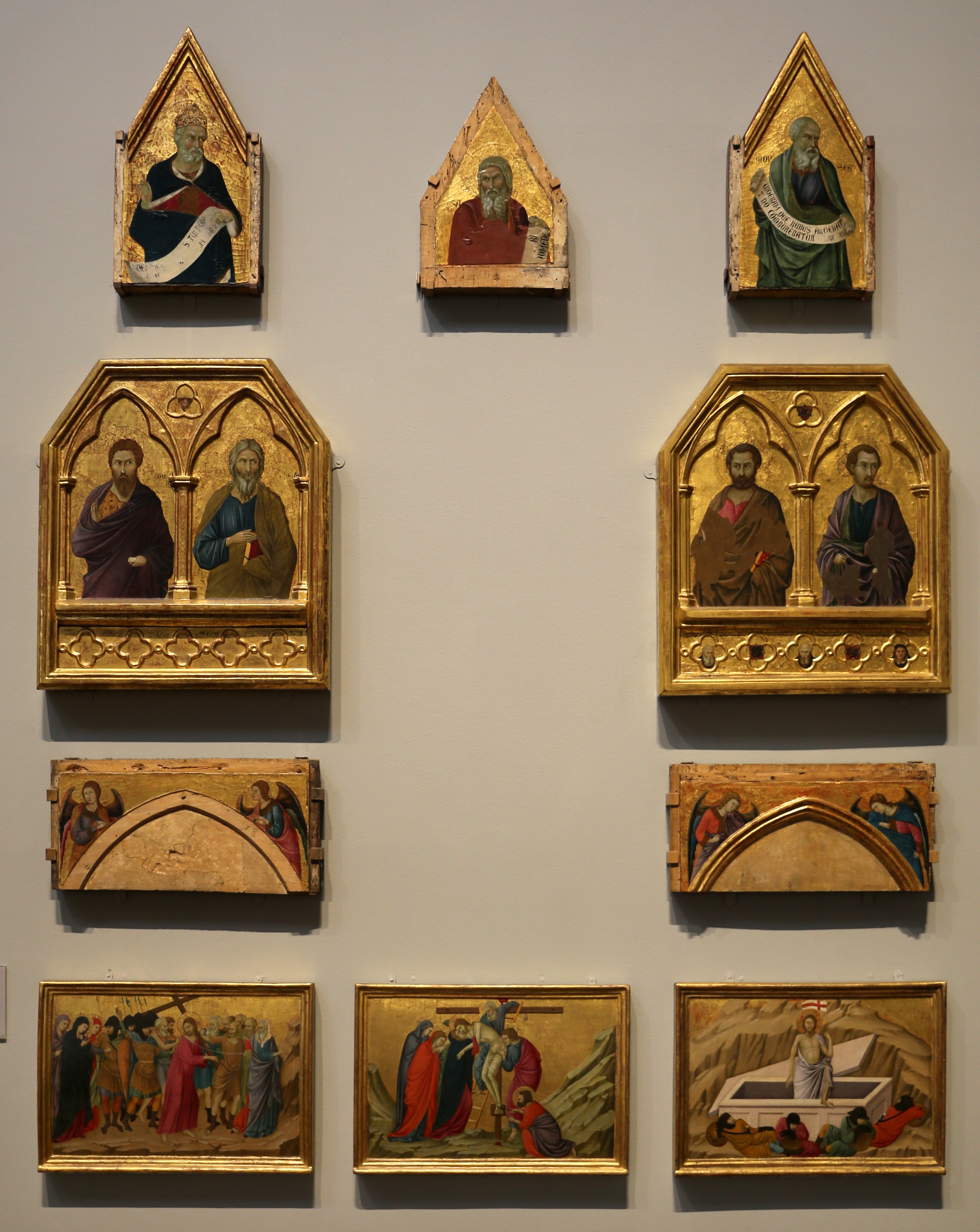
Teile des Altarbildes von Santa Croce, Florenz, in der National Gallery, London

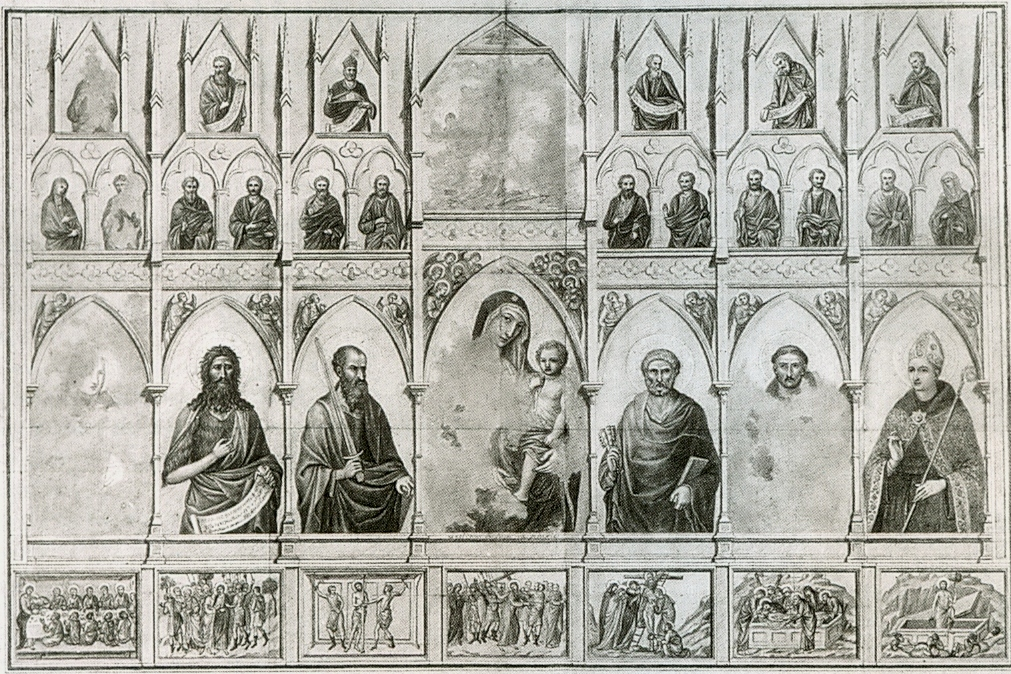
Struktur des Altarbildes in Santa Croce

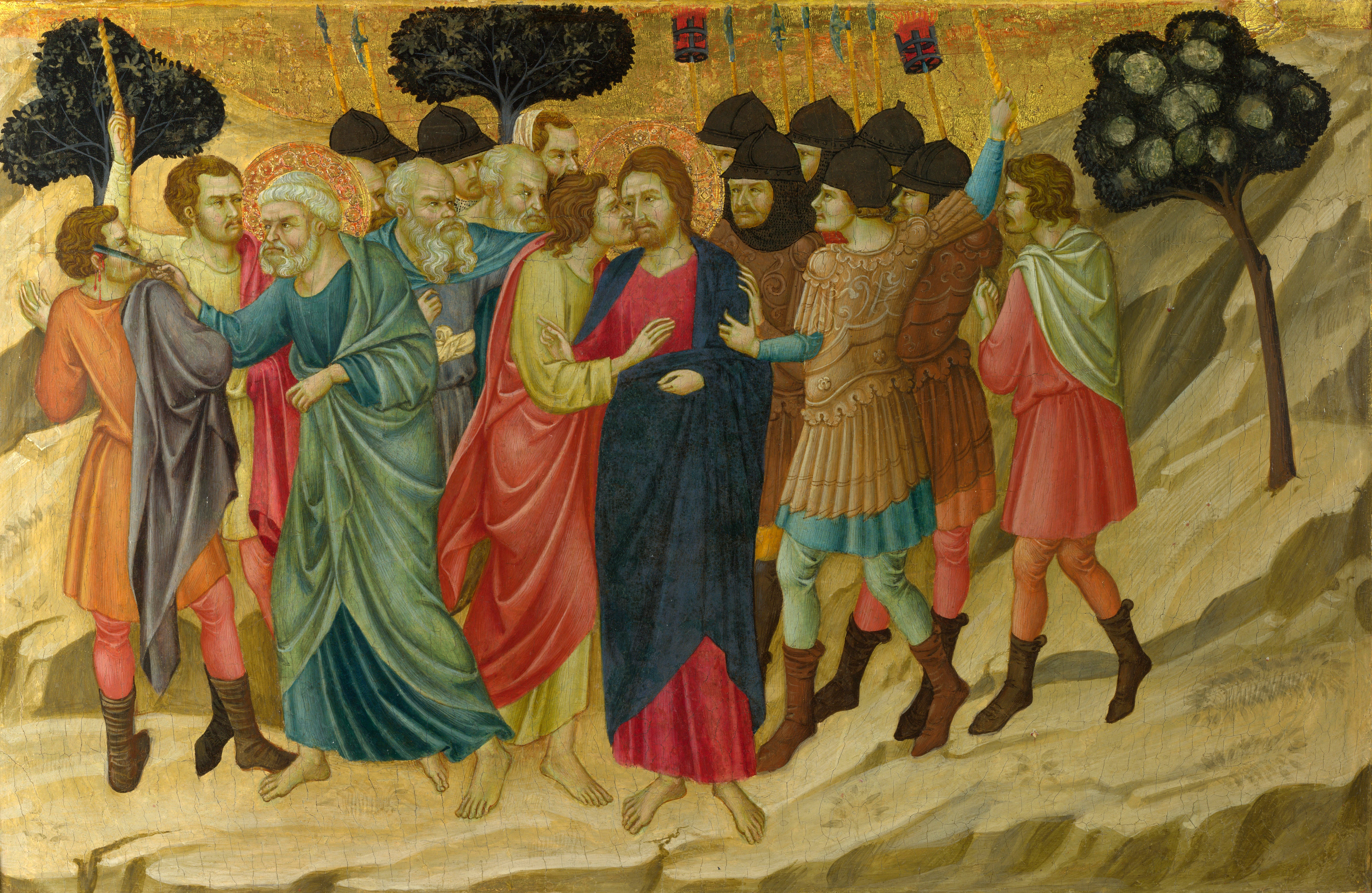
Detail der Predella des Altarbildes in Santa Croce (Passion)

Ugolino di Nerio (auch Ugolino da Siena genannt, * ca. 1280, wahrscheinlich in Siena; † ca. 1349) war ein italienischer Maler, der im Stil der Schule von Siena malte.

## Leben
Sein Handwerk erlernte er wahrscheinlich mit Segna di Bonaventura bei Duccio di Buoninsegna, der 1319 in Siena verstarb. Di Nerio selbst gilt als von 1315 bis 1327 als Maler aktiv, wobei er schon 1315 als selbständiger Meister geführt wird. Die erste (noch vorhandene) schriftliche Erwähnung seiner Person stammt aus dem Jahr 1317. Lange Zeit wurde er mit einem um 1324/1325 erwähnten Ugolino di Nerio gleichgesetzt, bis der Kunsthistoriker Gaetano Milanesi (1813–1895) die Herkunft klärte. Dies wurde von seinem Schüler Peleo Bacci später bestätigt und durch zwei weitere Urkunden aus den Jahren 1324/1325 und 1327 ergänzend belegt. Hier wird er als Sohn des Nerio bzw. des Rainerio genannt, der anscheinend selbst Maler war und auch seinen Sohn Ugolino lehrte und zwei weitere Söhne, Guido und Muccio bzw. Monuccio, hatte. Der erste wird 1327 in florentiner Urkunden als Apothekter und Arzt geführt, der zweite erscheint in seneser Urkunden 1319, 1333 und 1342 (als verstorben). Vater und zwei Brüder waren Mitarbeiter seiner Werkstatt.

## Künstlerisches Schaffen

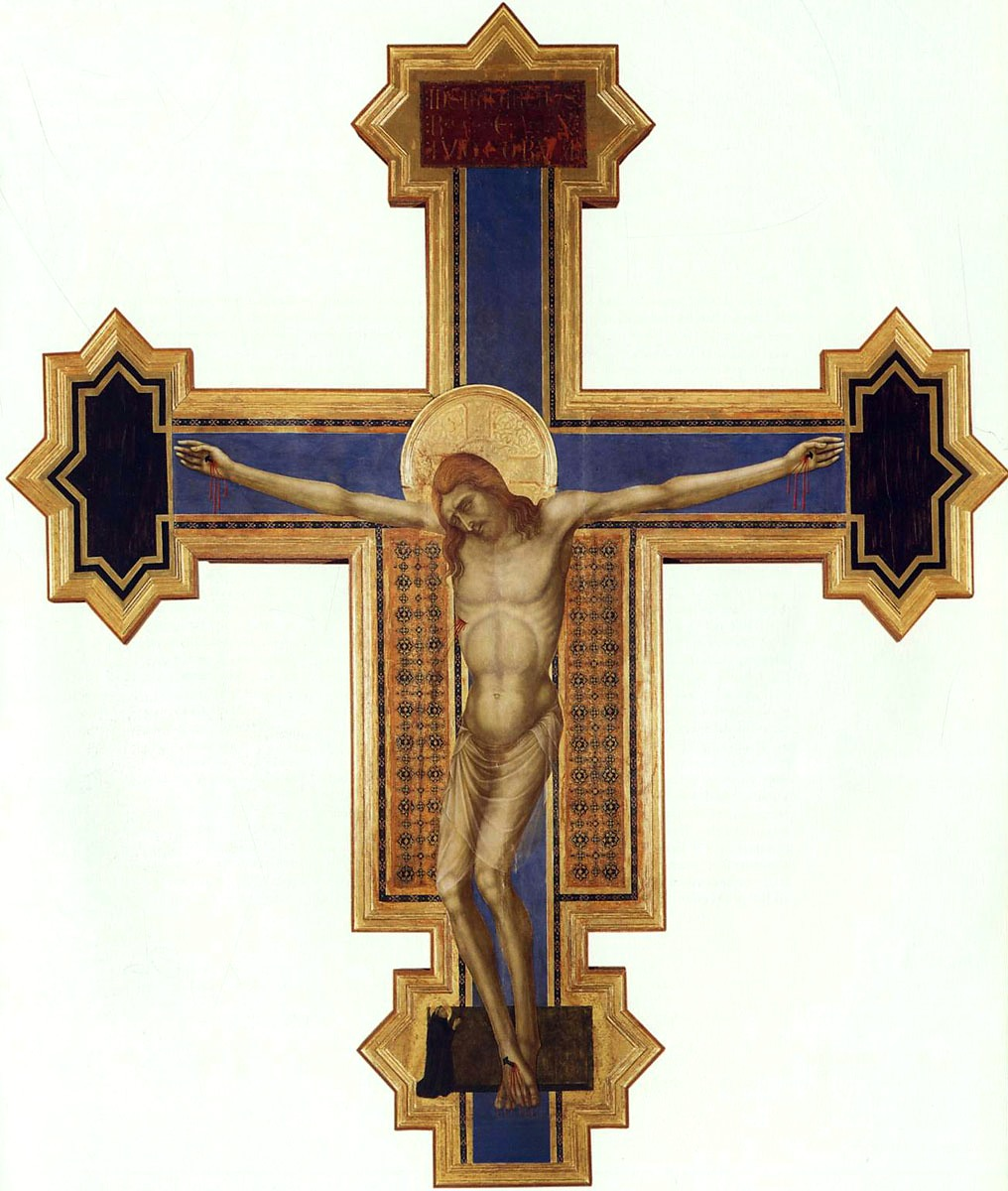
Cucifix (Croce dipinto), bemaltes Kreuz in der Kirche Basilica di San Clemente in Santa Maria dei Servi in Siena

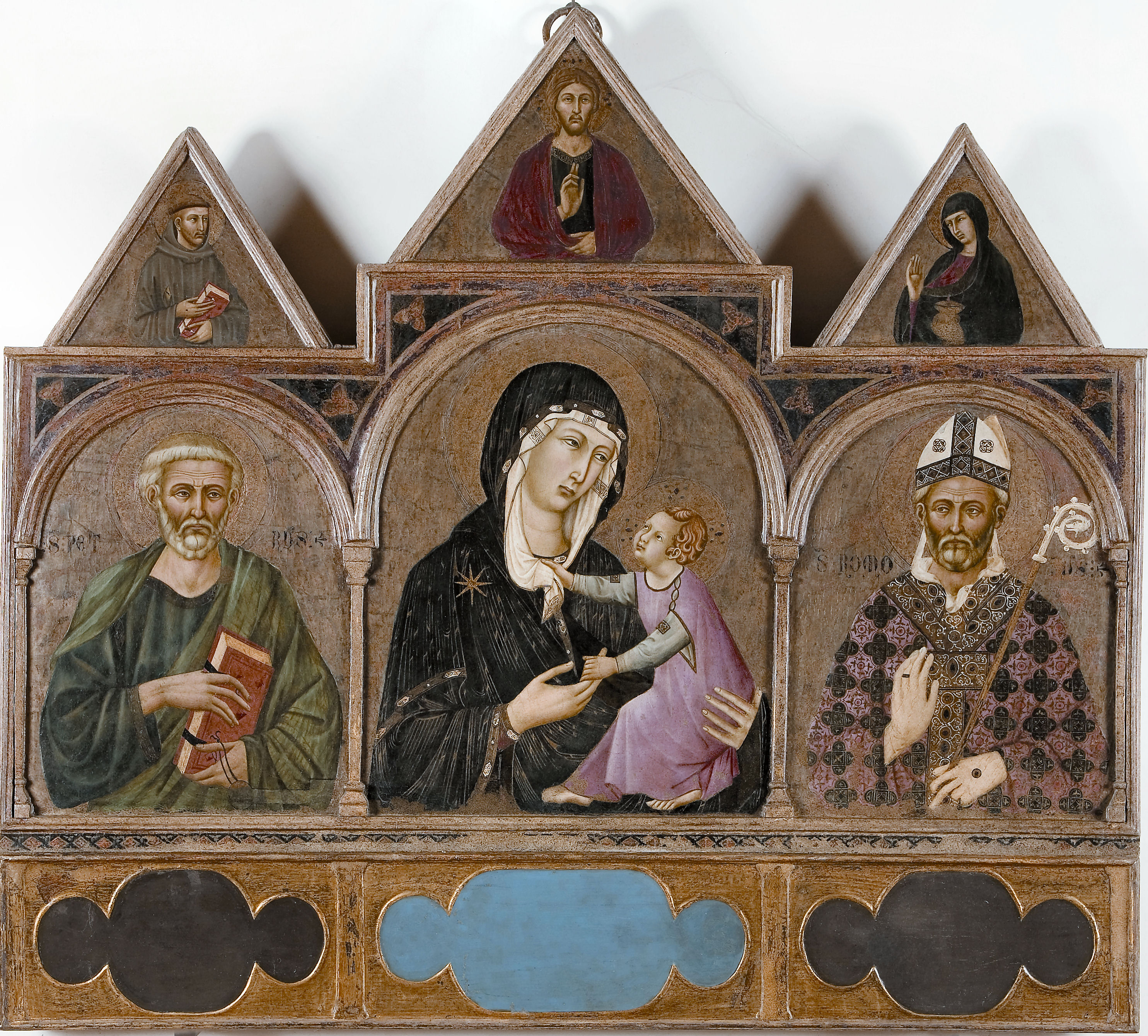
Chiesa di Santa Maria a Bagnano (Certaldo): Trittico della Madonna con Bambino, san Pietro e san Romolo

Eines seiner ersten Werke als unabhängiger Künstler entstand in Florenz im Palazzo Pitti im Jahr 1315 unter dem Namen Madonna Contini Bonaccossi. Zu seinen Hauptwerken gehörten die Bilder in den Kirchen Santa Croce und Santa Maria Novella in Florenz. Das Altarbild von Santa Croce ist sein einziges signiertes Werk, welches er um 1325 mit UGOLINUS DE SENIS ME PINXIT unterzeichnete. Die Originalunterzeichnung ging 1566 verloren, als Giorgio Vasari das Werk gegen ein eigenes ersetzte, er zeichnete allerdings die Widmung auf. Durch die Umgestaltung gingen Teile des Werkes verloren, andere finden sich heute in verschiedenen Kunstsammlungen der Welt wieder. Dazu gehören die Gemäldegalerie in Berlin, die die Teilstücke San Paolo, San Giovanni Battista, San Pietro, San Simone e san Giuda Taddeo e San Bartolomeo e sant’Andrea, Deposizione di Cristo nel sepolcro und Flagellazione besitzt. Die National Gallery in London besitzt elf Stücke des Werkes, darunter Bacio di Giuda, David e Mosè, Deposizione dalla croce, Profeta Isaia, Resurrezione di Cristo und Salita al Calvario. Die Predella des Werkes stellt die Passion Christi dar. Weitere Teilstücke befinden sich im Philadelphia Museum of Art in Philadelphia (Profeta Daniele) und im New York Metropolitan Museum of Art (Ultima Cena). Teilstücke seines Werkes in der Kirche Santa Maria Novella in Florenz befinden sich heute im Muzeum Narodowe in Posen (San Giovanni Battista) und im J. Paul Getty Museum in Los Angeles (Sant’Andrea).

## Weitere Werke (Auswahl)
- Boston, Museum of Fine Arts:
  - Madonna col bambino (um 1325/1330 entstanden)[2]
  - Maria Maddalena (Polittico, 1320 entstanden)[3]
- Cambridge, Fogg Art Museum der Harvard University: San Giovanni Battista tra una monaca e un monaco (Tafelbild, inv. 21.8)[4]
- Castelfiorentino, Museo di Santa Verdiana im Santuario di Santa Verdiana: Santa Verdiana (155 cm × 66 cm)
- Certaldo, Chiesa di Santa Maria a Bagnano: Trittico della Madonna con Bambino, San Pietro e San Romolo (befindet sich heute im Museo d’Arte Sacra in Certaldo, um 1315/1320 entstanden)[5]
- Champaign, Krannert Art Museum: Santa Caterina d’Alessandria[6]
- Chicago, Art Institute of Chicago: Madonna col Bambino in trono e santi[7]
- Cleveland, Cleveland Museum of Art: Polittico della Madonna con Bambino, san Francesco d’Assisi, san Giovanni Battista, san Giacomo Maggiore, santa Maria Maddalena, san Bartolomeo, san Paolo, Crocifissione di Cristo, san Pietro, san Giovanni Evangelista[8]
- Dublin, Nationalgalerie: Isaia (Tafelbild, 39 cm × 25 cm, inv. 1112)[9]
- Florenz, Uffizien, Collezione Contini Bonacossi: Trittico della Madonna col Bambino e i santi Pietro e Paolo (150 cm × 146 cm, zwischen 1320 und 1325 entstanden, entstammt der Pieve di San Giovanni Battista in San Giovanni d’Asso)[10]
- Gaiole in Chianti, Castello di Brolio, Collezione Ricasoli: Polittico della Madonna con Bambino, san Pietro, san Paolo, san Giovanni Battista, san Giovanni Evangelista[11]
- Montepulciano, Chiesa di Santa Maria dei Servi: Madonna col bambino
- New York, Metropolitan Museum of Art, Robert Lehman Collection: Madonna col bambino[12]
- Paris, Louvre: Madonna col bambino[13]
- Princeton, Princeton University Art Museum: Madonna col bambino
- San Casciano in Val di Pesa, Museo di Santa Maria sul Prato (Chiesa della Misericordia):[14]
  - Madonna col Bambino
  - San Pietro e San Francesco d’Assisi (Polittico)
- San Francisco, Fine Arts Museums of San Francisco: Santa Maria Maddalena (Tafelbild, inv. 1952.37)
- Siena, Basilica di San Clemente in Santa Maria dei Servi: Cucifix (Croce dipinto, dt. bemältes Kreuz)
- Siena, Pinacoteca Nazionale di Siena, Saal 3 und 4:
  - Crocifissione con San Francesco, Crocifissione di Cristo  (68 cm × 45 cm)
  - Madonna Addolorata
  - Madonna col bambino e santi (139 cm × 242 cm)
  - Polittico della Madonna con Bambino e Santi (139 cm × 242 cm)
- Tavarnelle Val di Pesa, Museo di arte sacra: Trittico con la Madonna con Bambino tra i santi Pietro e Giovanni Evangelista (Triptychon, 109 cm × 119 cm)[15]
- Williamstown, Sterling and Francine Clark Art Institute: Polittico della Madonna con Bambino e i santi Francesco d’Assisi, Andrea, Paolo, Pietro, Stefano, Ludovico di Tolosa, Cristo Redentore benedicente e profeti[16]